# Bloodfist II
Bloodfist II è un film del 1990 diretto da Andy Blumenthal. È il seguito di Pugni d'acciaio (Bloodfist) e a sua volta sarà seguito da Bloodfist III: La legge del drago.

## Trama
Il campione di kickboxing Jake Raye pensava che i suoi giorni di combattimento sarebbero terminati, fino a quando che un vecchio amico non la chiama dalle Filippine per una serie di combattimenti organizzati da un criminale.